# Blaesoxipha leonidei
Blaesoxipha leonidei är en tvåvingeart som beskrevs av Andy Z. Lehrer 2006. Blaesoxipha leonidei ingår i släktet Blaesoxipha och familjen köttflugor.
Artens utbredningsområde är Israel. Inga underarter finns listade i Catalogue of Life.